# Sidi Rached
Sidi Rached (în arabă سيدي راشد) este o comună din provincia Tipaza, Algeria.
Populația comunei este de 11.062 de locuitori (2008).